# 트리니다드 토바고의 재외공관 목록

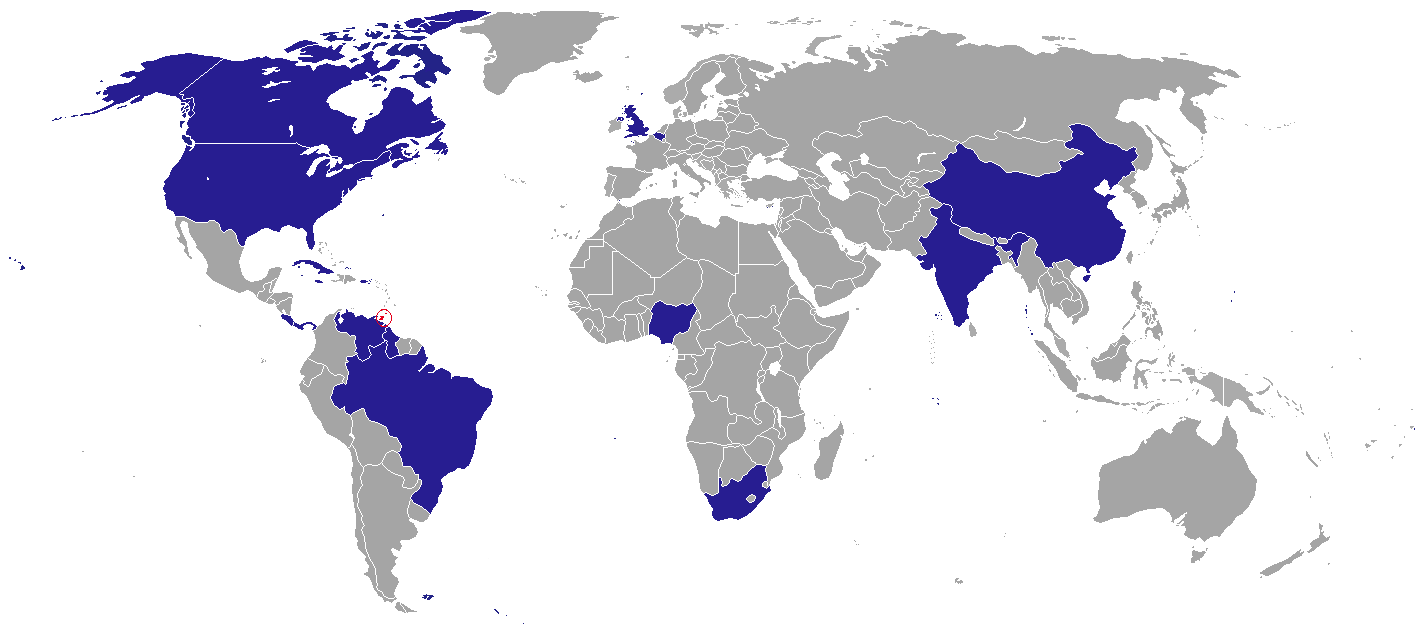
지역마다 설치된 트리니다드 토바고의 재외공관들
트리니다드 토바고
대사관 및 고등판무관 사무소

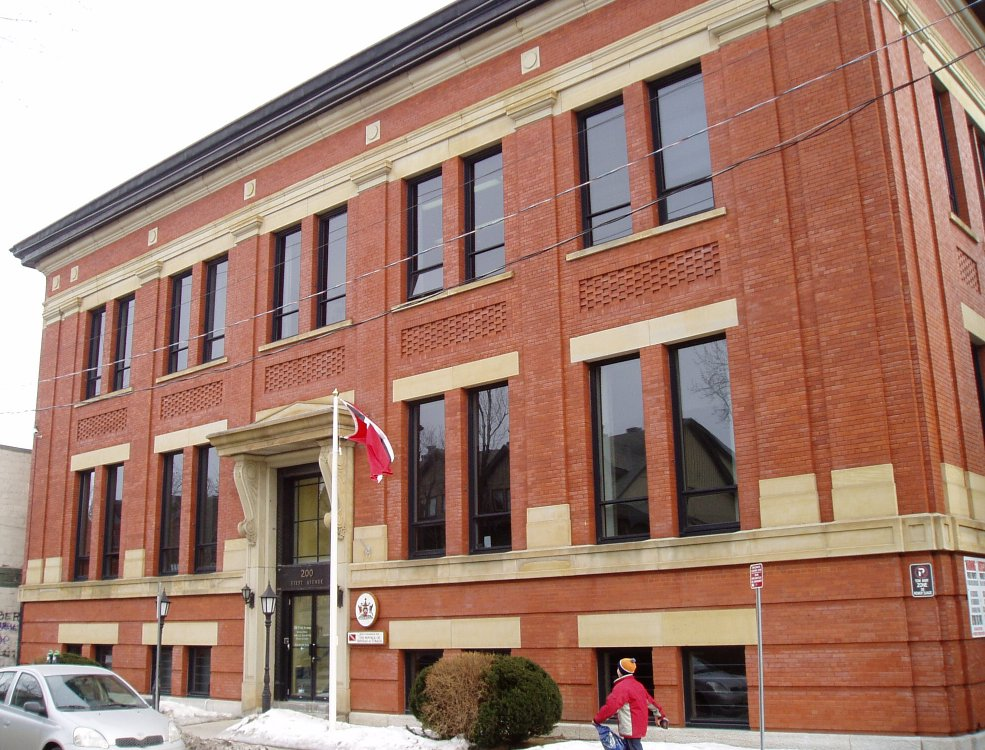
오타와 주재 트리니다드 토바고 고등판무관 사무소

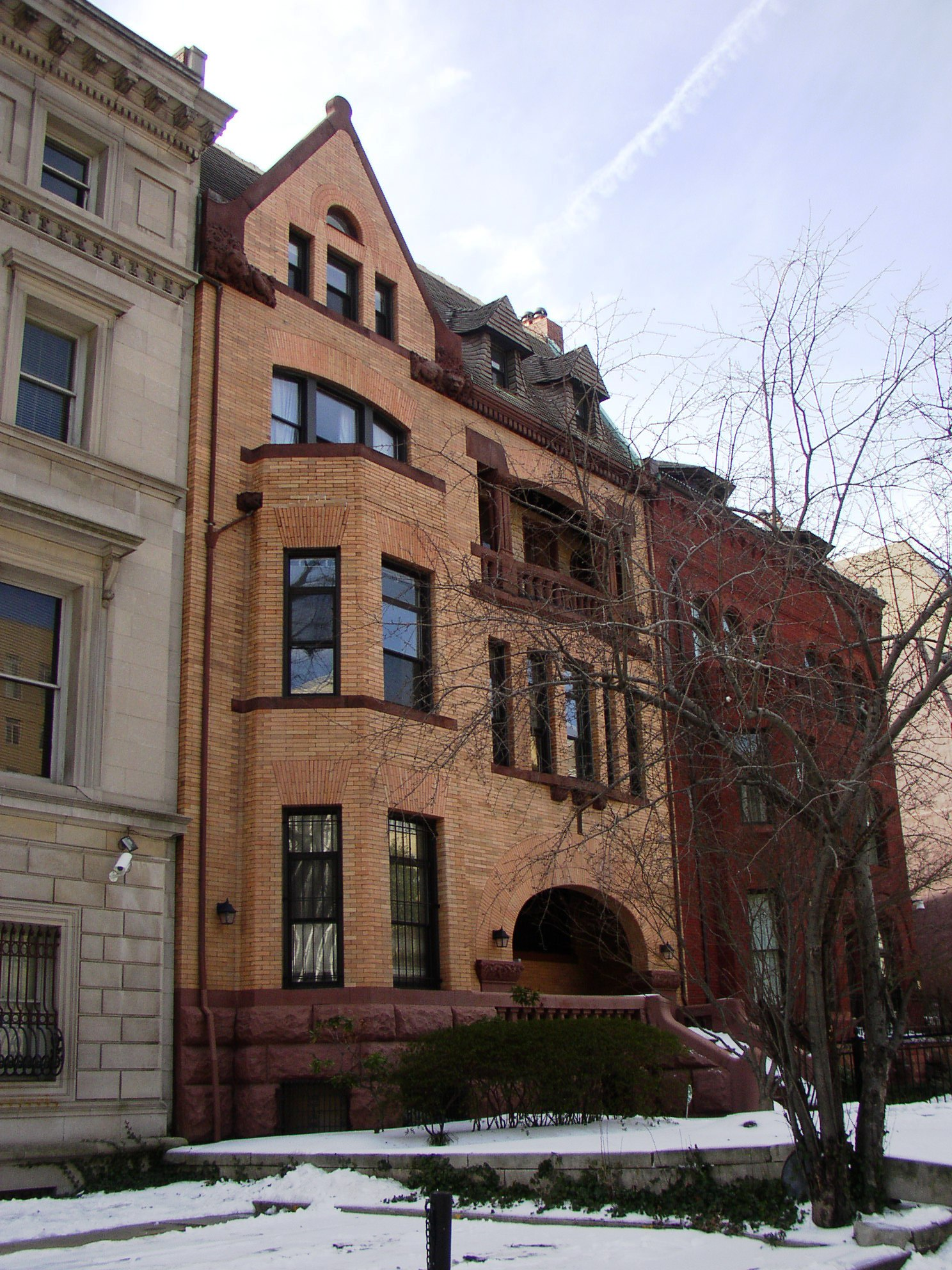
워싱턴 D.C. 주재 트리니다드 토바고 대사관

트리니다드 토바고의 재외공관 목록은 트리니다드 토바고 주재 대사관과 고등판무관 사무소를 각국에 상주시켜 놓는 것을 의미하며, 트리니다드 토바고의 재외공관을 나열한 목록이다.

## 아프리카
- 나이지리아 : 아부자 (고등판무관 사무소)
- 남아프리카 공화국 : 프리토리아 (고등판무관 사무소)

## 아메리카
- 브라질 : 브라질리아 (대사관)
- 캐나다 : 오타와 (고등판무관 사무소), 토론토 (총영사관)
- 미국 : 워싱턴 D.C. (대사관), 뉴욕·마이애미 (총영사관)
- 쿠바 : 아바나 (대사관)
- 코스타리카 : 산호세 (대사관)
- 자메이카 : 킹스턴 (고등판무관 사무소)
- 베네수엘라 : 카라카스 (대사관)

## 유럽
- 벨기에 : 브뤼셀 (대사관)
- 영국 : 런던 (고등판무관 사무소)

## 아시아
- 중화인민공화국 : 베이징시 (대사관)
- 인도 : 뉴델리 (고등판무관 사무소)

## 대표부
- UN 트리니다드 토바고 정부 대표부 : 뉴욕, 제네바
- EU 트리니다드 토바고 정부 대표부 : 브뤼셀
- 미주 기구 트리니다드 토바고 정부 대표부 : 워싱턴 D.C.
- 각 부처 소속 트리니다드 토바고 정부 대표부 : 제네바